# Hidrolinfa
La hidrolinfa es el líquido circulatorio presente en los equinodermos, se encarga de transportar los nutrientes y las sustancias de desechos a las células que componen el organismo. Su composición es similar a la del agua del mar y contiene células en suspensión llamadas fagocitos.
Los animales que llevan este tipo de líquido circulante, no suelen tener una respiración que requiera el uso de pigmentos respiratorios, con lo que no encontraríamos hemoglobina. No obstante estos animales si realizan la respiración, sólo que de otras maneras como por ejemplo, por difusión, mediante el uso del aparato digestivo, el cual está muy ramificado  y llega a todas partes del cuerpo o mediante la respiración traqueal.